# Associazione Calcio Udinese 1958-1959
Questa voce raccoglie le informazioni riguardanti l'Associazione Calcio Udinese nelle competizioni ufficiali della stagione 1958-1959.

## Stagione
L'Udinese nel campionato di Serie A 1958-1959 si classifica al quindicesimo posto. In Coppa Italia disputa un solo turno, il terzo eliminatorio, venendo sconfitta dal Varese in casa per 2-1.

## Rosa
| N. |                   | Ruolo | Calciatore           |
| -- | ----------------- | ----- | -------------------- |
|    | Italia (bandiera) | P     | Giovanni Romano      |
|    | Italia (bandiera) | P     | Luciano Santi        |
|    | Italia (bandiera) | D     | Alcide Baccari       |
|    | Italia (bandiera) | D     | Renato Valenti       |
|    | Italia (bandiera) | D     | Primo Sentimenti (V) |
|    | Italia (bandiera) | D     | Sergio Manente       |
|    | Italia (bandiera) | D     | Tarcisio Burgnich    |
|    | Italia (bandiera) | D     | Giuseppe Valletti    |
|    | Italia (bandiera) | C     | Luciano Piquè        |
|    | Italia (bandiera) | C     | Massimo Giacomini    |
|    | Italia (bandiera) | C     | Odero Gon            |

| N. |                      | Ruolo | Calciatore        |
| -- | -------------------- | ----- | ----------------- |
|    | Italia (bandiera)    | C     | Renzo Sassi       |
|    | Italia (bandiera)    | C     | Armando Cavazzuti |
|    | Italia (bandiera)    | C     | Sergio Rodaro     |
|    | Italia (bandiera)    | C     | Luigi Cumin       |
|    | Italia (bandiera)    | A     | Lorenzo Bettini   |
|    | Italia (bandiera)    | A     | Alberto Fontanesi |
|    | Italia (bandiera)    | A     | Enrico Minto      |
|    | Italia (bandiera)    | A     | Giovanni Medeot   |
|    | Italia (bandiera)    | A     | Adriano Birtig    |
|    | Argentina (bandiera) | A     | Luis Pentrelli    |
|    | Italia (bandiera)    | A     | Lorenzo Trevisan  |

## Risultati

### Serie A

#### Andata
| Arbitro: | Jonni (Macerata) |

|                    |           |                              |
| Bettini 82’ (rig.) | Marcatori | 61’ 67’ (rig.) 72’ Angelillo |

| Arbitro: | Butti (Como) |

|                                |           |  |
| Charles 22’ Boniperti 43’, 62’ | Marcatori |  |

| Arbitro: | Ferrari (Milano) |

|               |           |               |
| Pentrelli 64’ | Marcatori | 77’ Pivatelli |

| Arbitro: | Famulari (Messina) |

|            |           |               |
| Pozzan 43’ | Marcatori | 16’ Pentrelli |

| Arbitro: | Boati (Milano) |

|             |           |          |
| Bettini 56’ | Marcatori | 30’ Mora |

| Arbitro: | Butti (Como) |

|              |           |               |
| Santelli 40’ | Marcatori | 67’ Giacomini |

| Arbitro: | Marangio (Roma) |

|                 |           |  |
| Sentimenti V 6’ | Marcatori |  |

| Arbitro: | Rebuffo (Milano) |

|                   |           |                  |
| Bozzao 82’ (aut.) | Marcatori | 30’, 40’ Rozzoni |

| Arbitro: | Mori (Cremona) |

|              |           |  |
| Frignani 53’ | Marcatori |  |

| Udine 30 novembre 1958 10ª giornata | Udinese         | 0 – 0 | Talmone Torino | Stadio Moretti\| Arbitro: \| Annoscia (Bari) \| |
| Arbitro:                            | Annoscia (Bari) |       |                |                                                 |

| Arbitro: | Grillo (Napoli) |

|                                       |           |  |
| Lojodice 9’ Ghiggia 29’ Selmosson 65’ | Marcatori |  |

| Arbitro: | Lo Bello (Siracusa) |

|                  |           |               |
| Rosa 9’ Mari 13’ | Marcatori | 12’ Pentrelli |

| Arbitro: | Marangio (Roma) |

|                                               |           |              |
| Sentimenti V 8’ Bettini 23’ Macchi 60’ (aut.) | Marcatori | 77’ R. Conti |

| Arbitro: | Famulari (Messina) |

|                                                                       |           |  |
| Petris 10’ Lojacono 29’ Montuori 36’ Hamrin 40’, 86’ Gratton 62’, 78’ | Marcatori |  |

| Arbitro: | De Magistris (Torino) |

|           |           |            |
| Posio 76’ | Marcatori | 8’ Bettini |

| Arbitro: | Marchese (Napoli) |

|                              |           |                      |
| Bettini 36’ Sentimenti V 82’ | Marcatori | 35’ Bacci 57’ Grillo |

| Arbitro: | Marangio (Roma) |

|                            |           |  |
| O. Conti 55’ De Marchi 83’ | Marcatori |  |

#### Ritorno
| Arbitro: | Ubezio (Novara) |

|                                                         |           |  |
| Bicicli 12’ Lindskog 23’ Angelillo 61’, 73’ Firmani 82’ | Marcatori |  |

| Arbitro: | Jonni (Macerata) |

|  |           |                                           |
|  | Marcatori | 67’, 69’ Charles 80’ Boniperti 82’ Nicolè |

| Arbitro: | Ferrari (Milano) |

|                    |           |  |
| Pivatelli 51’, 81’ | Marcatori |  |

| Arbitro: | Campanati (Milano) |

|                                    |           |           |
| Medeot 22’, 42’, 48’ Pentrelli 57’ | Marcatori | 16’ Bravi |

| Arbitro: | De Robbio (Torre Annunziata) |

|                                   |           |                  |
| Ocwirk 21’ Bolzoni 30’ Milani 62’ | Marcatori | 85’ (rig.) Sassi |

| Udine 15 marzo 1959 23ª giornata | Udinese         | 0 – 0 | Triestina | Stadio Moretti\| Arbitro: \| Rigato (Mestre) \| |
| Arbitro:                         | Rigato (Mestre) |       |           |                                                 |

| Arbitro: | Orlandini (Roma) |

|                   |           |             |
| Tacchi 49’ (rig.) | Marcatori | 72’ Manente |

| Arbitro: | Famulari (Messina) |

|  |           |               |
|  | Marcatori | 13’ Pentrelli |

| Arbitro: | Adami (Roma) |

|                                                 |           |  |
| Manente 59’ Bettini 68’ Pentrelli 77’ Piquè 85’ | Marcatori |  |

| Arbitro: | Seipelt |

|  |           |               |
|  | Marcatori | 82’ Fontanesi |

| Udine 19 aprile 1959 28ª giornata | Udinese            | 0 – 0 | Roma | Stadio Moretti\| Arbitro: \| Famulari (Messina) \| |
| Arbitro:                          | Famulari (Messina) |       |      |                                                    |

| Arbitro: | Rigato (Mestre) |

|            |           |                  |
| Medeot 78’ | Marcatori | 43’, 52’ Mariani |

| Arbitro: | Jonni (Macerata) |

|                               |           |               |
| Seghedoni 30’ (rig.) Erba 60’ | Marcatori | 87’ Pentrelli |

| Arbitro: | Orlandini (Roma) |

|                              |           |  |
| Sassi 30’ (rig.) Bettini 69’ | Marcatori |  |

| Arbitro: | Ferrari (Milano) |

|                    |           |                 |
| Manente 61’ (rig.) | Marcatori | 69’ Del Vecchio |

| Arbitro: | Lo Bello (Siracusa) |

|                                                         |           |  |
| Bean 5’, 73’ Galli 19’, 20’, 61’ Danova 36’ Fontana 64’ | Marcatori |  |

| Arbitro: | Moriconi (Roma) |

|                      |           |  |
| De Marchi 70’ (aut.) | Marcatori |  |

### Coppa Italia
| Arbitro: | Tavolini (Ferrara) |

|             |           |                         |
| Bettini 72’ | Marcatori | 39’ De Paoli 86’ Biondo |

## Statistiche[1][2][3]

### Statistiche di squadra
| Competizione | Punti | In casa | In casa | In casa | In casa | In casa | In casa | In trasferta | In trasferta | In trasferta | In trasferta | In trasferta | In trasferta | Totale | Totale | Totale | Totale | Totale | Totale | DR  |
| Competizione | Punti | G       | V       | N       | P       | Gf      | Gs      | G            | V            | N            | P            | Gf           | Gs           | G      | V      | N      | P      | Gf     | Gs     | DR  |
| ------------ | ----- | ------- | ------- | ------- | ------- | ------- | ------- | ------------ | ------------ | ------------ | ------------ | ------------ | ------------ | ------ | ------ | ------ | ------ | ------ | ------ | --- |
| Serie A      | 27    | 17      | 6       | 7       | 4       | 23      | 18      | 17           | 2            | 4            | 11           | 9            | 41           | 34     | 8      | 11     | 15     | 32     | 59     | -27 |
| Coppa Italia |       | 1       | 0       | 0       | 1       | 1       | 2       | 0            | 0            | 0            | 0            | 0            | 0            | 1      | 0      | 0      | 1      | 1      | 2      | -1  |
| Totale       |       | 18      | 6       | 7       | 5       | 24      | 20      | 17           | 2            | 4            | 11           | 9            | 41           | 35     | 8      | 11     | 16     | 33     | 61     | -28 |

### Statistiche dei giocatori
In campionato si aggiungano 3 autoreti a favore.
| Giocatore         | Serie A  | Serie A | Coppa Italia | Coppa Italia | Totale   | Totale |
| Giocatore         | Presenze | Reti    | Presenze     | Reti         | Presenze | Reti   |
| ----------------- | -------- | ------- | ------------ | ------------ | -------- | ------ |
| A. Baccari        | 34       | 0       | 1            | 0            | 35       | 0      |
| L. Bettini        | 33       | 7       | 1            | 1            | 34       | 8      |
| A. Birtig         | 3        | 0       | 0            | 0            | 3        | 0      |
| T. Burgnich       | 1        | 0       | 0            | 0            | 1        | 0      |
| A. Cavazzuti      | 6        | 0       | 1            | 0            | 7        | 0      |
| L. Cumin          | 1        | 0       | 0            | 0            | 1        | 0      |
| A. Fontanesi      | 30       | 1       | 1            | 0            | 31       | 1      |
| M. Giacomini      | 27       | 1       | 1            | 0            | 28       | 1      |
| O. Gon            | 33       | 0       | 0            | 0            | 33       | 0      |
| S. Manente        | 13       | 3       | 0            | 0            | 13       | 3      |
| G. Medeot         | 5        | 4       | 1            | 0            | 6        | 4      |
| E. Minto          | 4        | 0       | 0            | 0            | 4        | 0      |
| L. Pentrelli      | 31       | 7       | 1            | 0            | 32       | 7      |
| L. Piquè          | 33       | 1       | 1            | 0            | 34       | 1      |
| S. Rodaro         | 5        | 0       | 0            | 0            | 5        | 0      |
| G. Romano         | 33       | -56     | 1            | -2           | 34       | -58    |
| L. Santi          | 1        | -3      | 0            | 0            | 1        | -3     |
| R. Sassi          | 32       | 2       | 1            | 0            | 33       | 2      |
| P. Sentimenti (V) | 18       | 3       | 1            | 0            | 19       | 3      |
| L. Trevisan       | 1        | 0       | 0            | 0            | 1        | 0      |
| R. Valenti        | 29       | 0       | 1            | 0            | 30       | 0      |
| G. Valletti       | 1        | 0       | 0            | 0            | 1        | 0      |